# Anne-Marie Lizin

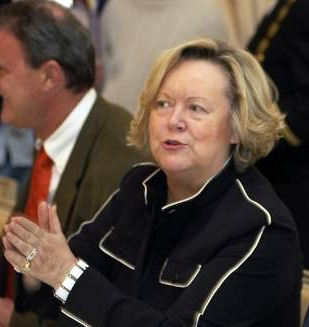
Lizin in de Belgische senaat

Anne-Marie Lizin-Vanderspeeten (Hoei, 5 januari 1949 – aldaar, 17 oktober 2015) was een Belgische politica. Tot 27 januari 2009 was ze lid van de PS. Ze was senator en was 25 jaar lang de burgemeester van Hoei. Ze was licentiate in de economische wetenschappen (ULg).

## Carrière
In 1971 werd Lizin licentiate in de economische wetenschappen aan de Universiteit Luik. Van 1972 tot 1973 was ze kabinetsadviseur van minister van Economische Zaken Henri Simonet. Lizin werkte ook als adviseur voor Simonet toen die van 1973 tot 1977 commissaris in de Europese Commissie en van 1977 tot 1979 minister van Buitenlandse Zaken was.
Lizin werd voor de PS in 1970 gemeenteraadslid en schepen van Ben-Ahin en behield deze mandaten tot in 1976. In 1976 fuseerde Ben-Ahin met Hoei, waar ze van 1977 tot kort voor haar dood in 2015 gemeenteraadslid was. Van 1980 tot 1982 was ze schepen van de stad en van 1983 tot 2009 burgemeester.
Van 1979 tot 1988 zetelde ze in het Europees Parlement, waarna ze van 1988 tot 1992 staatssecretaris voor Europa 1992 was in de regeringen Martens VIII en Martens IX.
Van 1991 tot 1995 was Lizin lid van de Kamer van volksvertegenwoordigers, waardoor ze automatisch lid werd van de Waalse Gewestraad en van de Raad van de Franse Gemeenschap.
In 1992 werd ze voorzitster van de raad van bestuur van het Vrijwillig Fonds van de Verenigde Naties voor de technische samenwerking inzake mensenrechten en ondervoorzitster van de Socialistische Internationale. Van 1992 tot 1996 was ze de voorzitster van de Socialistische Internationale van de Vrouwen, waarna ze van 1996 tot 2002 voorzitster van de Conseil des femmes francophones was.
Van 1995 tot 1999 zetelde Lizin als gecoöpteerd senator in de Belgische Senaat en vervolgens was er van 1999 tot 2010 als rechtstreeks gekozen senator. In de Senaat was ze van 1999 tot 2003 voorzitter van de commissie Binnenlandse Zaken en van 20 juli 2004 tot en met 12 juli 2007 was ze de voorzitter van de assemblee. Tevens was ze van 1995 tot 2009 lid van de Parlementaire Assemblee van de OVSE.
In januari 2009 werd Lizin uit de PS gezet omdat ze beschuldigd werd van frauduleuze praktijken. Hierdoor kwam ze bij de verkiezingen van 13 juni 2010 op met de lijst MS+, maar werd niet meer herkozen als senator.

## Problemen
In januari 2009 kwam ze in opspraak voor het gebruik van een creditcard van het Centre Hospitalier Régional Hutois (CHRH) op een moment dat deze zwaar in de rode cijfers zat en er bespaard moest worden. Lizin werd op 27 januari 2009 als partijlid geschorst, en zetelde sindsdien als onafhankelijk senator.
In maart 2009 werd ze door een hele reeks schandalen gedwongen ontslag te nemen als burgemeester. Zo kwam ze onder meer in opspraak toen bleek dat ambtenaren tijdens hun diensturen haar verkiezingsdrukwerk voor de parlementsverkiezingen uitdeelden. In maart 2015 werd ze hiervoor door het Luikse Hof van Beroep veroordeeld tot één jaar cel met uitstel, een boete van 1.100 euro en een verbod op het uitoefenen van elke openbare functie gedurende vijf jaar. Lizin ging naar het Hof van Cassatie maar dat liet de veroordeling overeind.
In augustus 2009 ramde ze moedwillig de wagen van haar opvolgster, burgemeester van Hoei, Micheline Toussaint.

## Overlijden
Op 7 oktober 2015 werd Lizin met spoed naar een ziekenhuis in Parijs gebracht. Op 12 oktober werd ze overgebracht naar Hoei, waar ze op 17 oktober overleed.

## Onderscheidingen en lidmaatschappen
- België: Commandeur in de Leopoldsorde , KB 11 mei 2003
- Frankrijk: Ridder Erelegioen, 26 september 2005
- lid van de Vrouwengrootloge van België

## Publicaties
- La sécurité nucléaire (Institut Émile Vandervelde, 1982)
- Dix femmes qui ont marqué leur époque (Éd. Labor, 1982)
- Femmes d’Europe et du Tiers Monde, quelle solidarité (Éd. Nathan Labor, 1983)
- La gauche face aux illusions néo-libérales (Éd. Labor, 1987)
- Émilienne Brunfaut (archives de Wallonie, 1987)
- Demain la sociale démocratie, Préface de Willy Brandt (Éd. Labor, 1990)
- Femmes, paix et développement en Méditerranée (Éd. Luc Pire, 1997), ook vertaald in het Arabisch
- Objectif égalité – entretien (Éd. Luc Pire, 2001)
- Au-delà du voile (Éd. Luc Pire, 2004)
- Gazprom (Éd. Luc Pire, 2006)
- Kosovo, l’inévitable indépendance (Éd. Luc Pire, 2007)